# Ратово-Пйотрово
Ратово-Пйотрово (пол. Ratowo-Piotrowo) — село в Польщі, у гміні Снядово Ломжинського повіту Підляського воєводства.
Населення — 180 осіб (2011).
У 1975-1998 роках село належало до Ломжинського воєводства.

## Демографія
Демографічна структура станом на 31 березня 2011 року:
|          | Загалом | Допрацездатний вік | Працездатний вік | Постпрацездатний вік |
| -------- | ------- | ------------------ | ---------------- | -------------------- |
| Чоловіки | 98      | 24                 | 64               | 10                   |
| Жінки    | 82      | 18                 | 48               | 16                   |
| Разом    | 180     | 42                 | 112              | 26                   |